# Epidendrum microcardium
Epidendrum microcardium är en orkidéart som beskrevs av Rudolf Schlechter. Epidendrum microcardium ingår i släktet Epidendrum och familjen orkidéer. Inga underarter finns listade i Catalogue of Life.